# Sjarhej Martynaŭ
Sjarhej Anatolevič Martynaŭ (in bielorusso Сяргей Анатолевіч Мартынаў?; in russo Сергей Анатольевич Мартынов?, Sergej Anatol'evič Martynov, traslitterazione anglosassone Sergei Martynov; Vereja, 18 maggio 1968) è un tiratore a segno bielorusso, vincitore di una medaglia d'oro ai Giochi olimpici di Londra 2012.
Ha raggiunto il punteggio massimo, equivalente al record del mondo, di 600 punti più volte di qualsiasi altro tiratore, e precisamente in sei occasioni.

## Risultati Olimpici
| Event                              | 1988    | 1992 | 1996          | 2000             | 2004             | 2008         | 2012          |
| ---------------------------------- | ------- | ---- | ------------- | ---------------- | ---------------- | ------------ | ------------- |
| carabina 50 metri tre posizioni    | —       | —    | 8° 1 166+97,9 | 9° 1 164         | 29° 1 152        | 34° 1 156    | —             |
| carabina 50 metri a terra          | —       | —    | 6° 598+101,6  | Bronzo 598+102,3 | Bronzo 596+105,6 | 8° 595+103,3 | Oro 600+105,5 |
| carabina 10 metri a aria compressa | 14° 588 | —    | —             | —                | —                | —            | —             |

## Palmarès

### Giochi olimpici
- 3 medaglie:
  - 1 oro (carabina 50 metri a terra a Londra 2012).
  - 2 bronzi (carabina 50 metri a terra a Sydney 2000; carabina 50 metri a terra ad Atene 2004).

### Campionati mondiali
- 2 medaglie:
  - 2 ori (carabina 50 metri a terra a Zagabria 2006; carabina 50 metri a terra a Monaco 2010).

### Campionati europei
- 5 medaglie:
  - 1 oro (carabina 50 metri 3 posizioni a Kouvola 1997).
  - 2 argenti (carabina 50 metri a terra a Kouvola 1997; carabina 50 metri 3 posizioni a Bordeaux 1999).
  - 2 bronzi (carabina 50 metri 3 posizioni a Plzeň 2003; carabina 50 metri a terra a Belgrado 2011).

### Campionati europei juniores
- 4 medaglie:
  - 2 ori (carabina 50 metri a terra a Lahti 1987; carabina 10 metri aria compressa a Joensuu 1988).
  - 2 argenti (carabina 50 metri a terra, carabina 50 metri 3 posizioni a Joensuu 1988).